# ミシガン・セントラル鉄道トンネル
ミシガン・セントラル鉄道トンネル（ミシガン・セントラルてつどうトンネル、英語: Michigan Central Railway Tunnel）は、デトロイト川の下をくぐり、アメリカ合衆国のミシガン州デトロイトとカナダのオンタリオ州ウィンザーを結ぶ鉄道トンネルである。アメリカ側の入口は、ローザ・パークス通りの近くにあるポーター・バーモント通りの南側にある。カナダ側の入口はキャメロン通りとウェリントン通りの間にあるワイアンドッテ通りの南にある。デトロイト・リバー・トンネル会社 (Detroit River Tunnel Company) がカナダ・サザン鉄道向けに建設を行い、ミシガン・セントラル鉄道が借り受けて、さらにニューヨーク・セントラル鉄道の所有となった。トンネルは1910年に開通し、現在でもカナダ太平洋鉄道が使っている。デトロイト側ではトンネル周辺は一般人の立ち入りが規制されており、アメリカ合衆国国土安全保障省やカナダ太平洋鉄道の警備組織、デトロイト市警察などの担当者が定期的に巡回している。

## 歴史
トンネルの建設以前には、カナダ・サザン鉄道は自社の鉄道網の西端において、ミシガン州側といくつかの連絡をしており、どれも鉄道連絡船によるものであった。北側ではセントクレア川を渡ってセントクレア・アンド・ウェスタン鉄道と接続していた。南側ではデトロイト側をデトロイトの南側で渡り、グロス・イールにおいてカナダ・サザン・ブリッジ会社と連絡していた。これに加えてグロス・イールへ通じる路線のエセックスから分岐してデトロイト側に面するウィンザーまで走る支線もあったが、一般的にはこちらの方が本線であると認識されていた。
1891年にグランド・トランク鉄道がポートヒューロンにおいてセントクレアトンネルを開通させ、カナダ・サザン鉄道の鉄道連絡船に対して優位に立つことになった。アメリカ側のミシガン・アンド・カナダ・ブリッジ・アンド・トンネル会社 (Michigan and Canada Bridge and Tunnel Company) とカナダ側のカナダ・アンド・ミシガン・ブリッジ・アンド・トンネル会社 (Canada and Michigan Bridge and Tunnel Company) が合併して1905年8月15日にデトロイト・リバー・トンネル会社が発足した。建設は、ニューヨーク・セントラル鉄道の技術担当副社長のウィリアム・ウィルグスの監督下に1906年10月に開始された。ミシガン・セントラル鉄道トンネルは、1910年7月26日にまず旅客列車に対して開通し、9月15日からは貨物列車も運行が開始され、10月16日にはすべての列車がトンネルを経由するようになり、鉄道連絡船は廃止となった。開通以来、ミシガン・セントラル鉄道が借り受けて使用している。鉄道を通す目的で造られた最初の沈埋トンネルであった。
東側のカナダ側では、ウィンザーで鉄道連絡船に接続していた路線にトンネルが接続されている。西側のアメリカ側では、ミシガン・セントラル鉄道の本線に市街地西側で接続しており、この分岐点の西側にミシガン・セントラル駅を1913年に開業した。分岐点より東側は後に廃止された。
1968年にニューヨーク・セントラル鉄道の合併でペン・セントラル鉄道に移管され、1976年にはコンレールに移管された。1985年にコンレールは、トンネルをカナデイァン・ナショナル鉄道とカナダ太平洋鉄道に売却し、それぞれが半分ずつの権利を得た。2000年初頭にカナディアン・ナショナル鉄道は所有権をボリアリス・トランスポーテーション (Borealis Transportation) に売却して、セントクレアトンネルのみに集中することになった。デトロイト・リバー・トンネル・パートナーシップが策定した計画では、新しい鉄道トンネルを建設して、近くのアンバサダー橋、デトロイト・ウィンザートンネル、デトロイト・ウィンザーフェリーなどの国境連絡交通の負担を緩和するために、既存のトンネルを2車線のトラック用トンネルに改造することが発表されている。しかし、この計画はウィンザーおよびデトロイトの市政府、オンタリオ州とミシガン州、そしてアメリカとカナダの両連邦政府が将来的にどこに国境連絡を設定するかを検討するために保留されている。ウィンザーでは、ウィンザー-エセックスパークウェイの計画が好ましいとしている。
2010年にウィンザー港湾局、ボリアリス・トランスポーテーション、カナダ太平洋鉄道は、ダブルスタックトレインを通行させることができる新しい鉄道トンネルを建設する計画を発表した。これはコンチネンタル・レール・ゲートウェイと称されている。

## ギャラリー

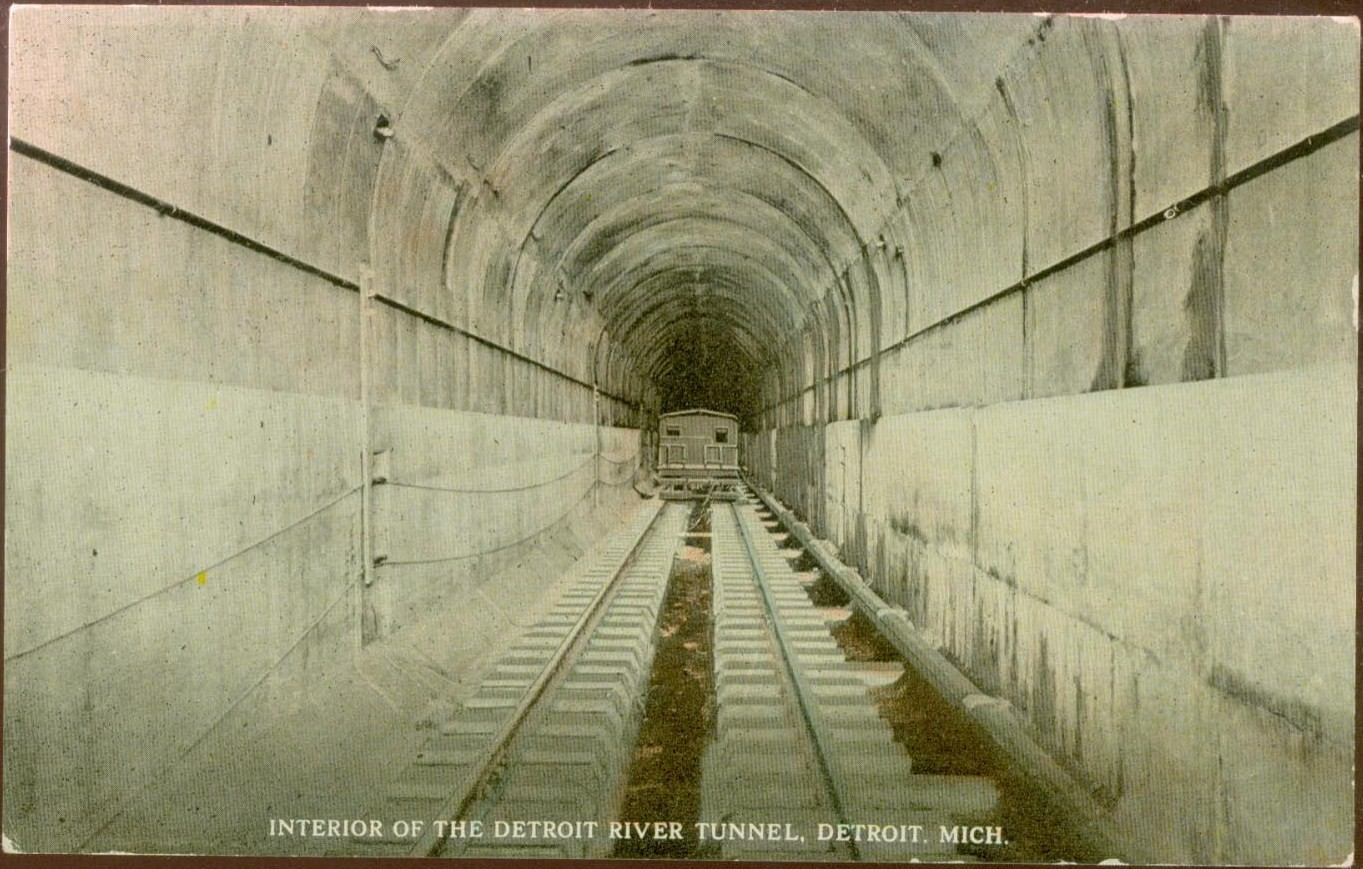
1900年代初頭の絵葉書、ミシガン・セントラル鉄道トンネルの内部
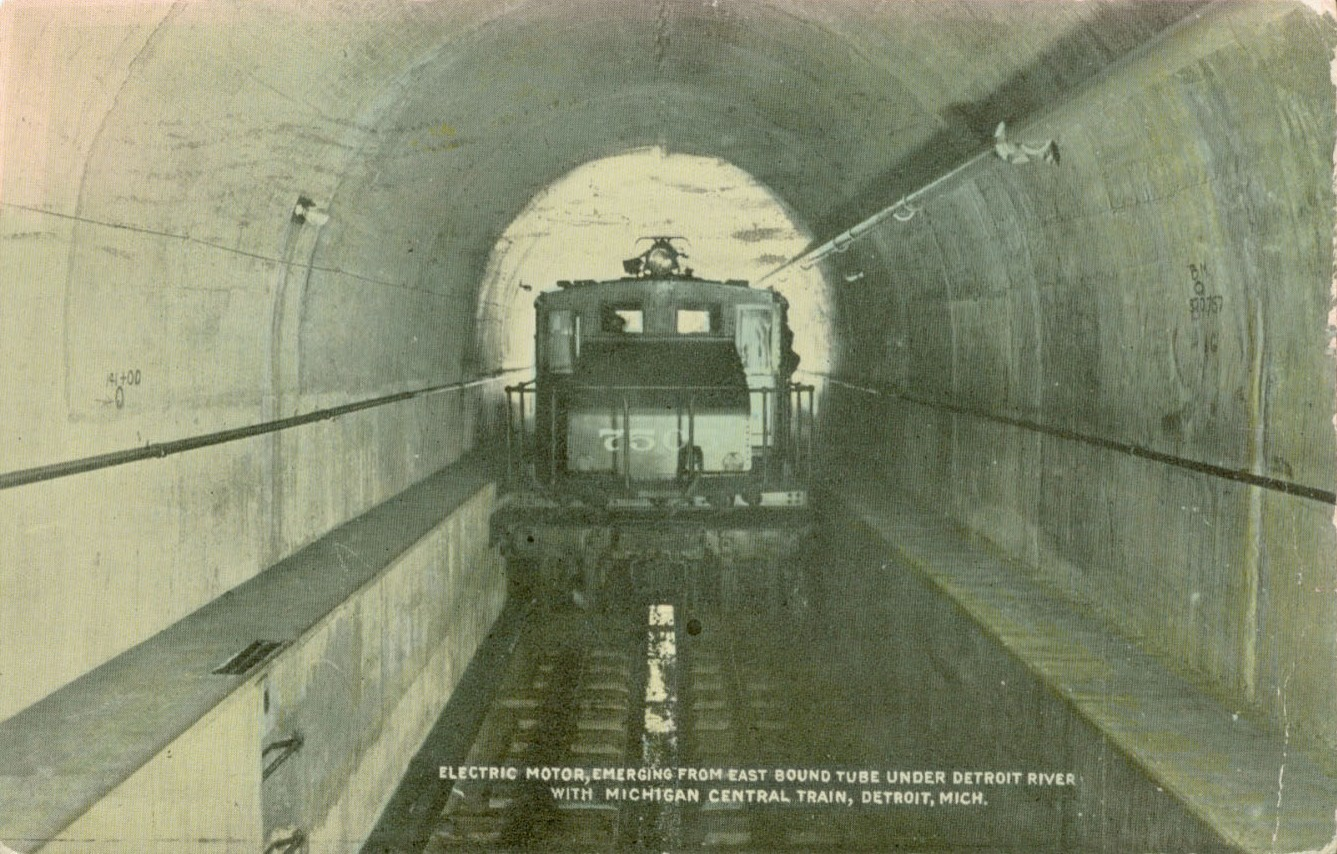
1911年の絵葉書、トンネル内を行く電気機関車